# Pfarrkirche Steinhaus (Oberösterreich)

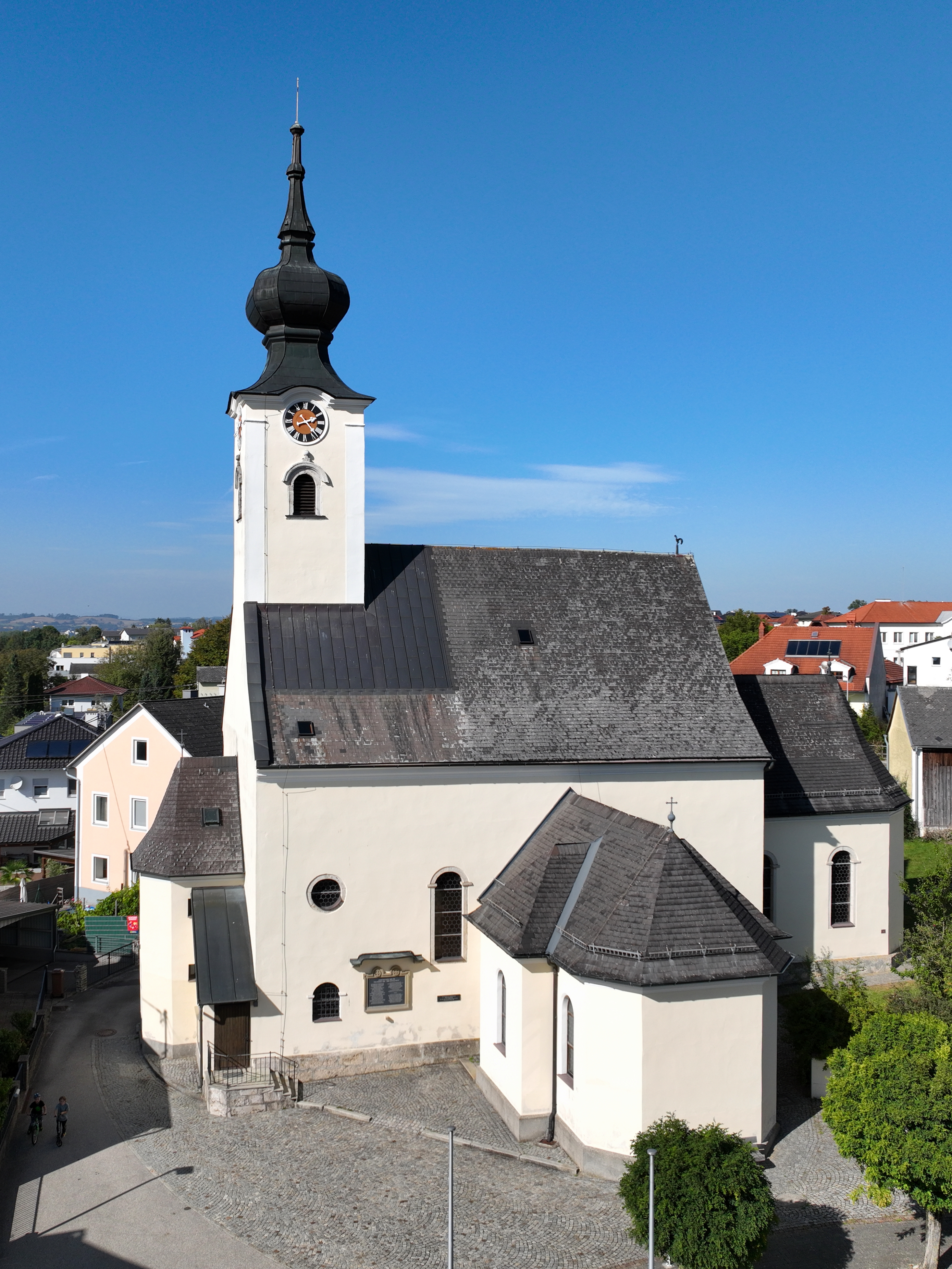
Katholische Pfarrkirche Hll. Aposteln in Steinhaus

Die römisch-katholische Pfarrkirche Steinhaus steht in der Ortschaft Steinhaus der Gemeinde Steinhaus im Bezirk Wels-Land in Oberösterreich. Sie ist allen Aposteln geweiht und gehört zum Dekanat Kremsmünster in der Diözese Linz. Die Kirche steht unter Denkmalschutz (Listeneintrag).

## Geschichte
Die Kirche wird 1270 erstmals urkundlich erwähnt. Die heutige Kirche wurde 1683 erbaut.

## Architektur
Kirchenäußeres
Der eingebaute Westturm, der 1793 ausgebaut wurde, hat einen Zwiebelhelm. 1882 wurde die Josefskapelle südlich angebaut.
Kircheninneres
Das einschiffige Langhaus ist dreijochig. Darüber ist Tonnengewölbe mit Stichkappen. Der stichkappentonnengewölbte Chor ist zweijochig und hat einen Dreiachtelschluss.

## Einrichtung
Der barocke Hochaltar stammt aus dem Jahr 1693. Die Statuen stammen von Johann Baptist Carlperger. Die reich verzierte barocke Kanzel stammt vom Ende des 17. Jahrhunderts.

### Glocken
Die Glocken wurden in einer Form von 1440 in den Jahren 1492 (840 kg, von Meister Veit zu Enns), 1518 (50 kg, von Georius Sigharter zu Leubenpach) und 1522 (100 kg) gegossen.